# Женская сборная Марокко по волейболу
Женская национальная сборная Марокко по волейболу (араб. النساء المغربيات الفريق الوطني للكرة الطائرة‎, фр. Equipe Féminine Marocaine de Volley-Ball) — представляет Марокко на международных волейбольных соревнованиях. Управляющей организацией выступает Королевская федерация волейбола Марокко (араб. الاتحاد الملكي لمغربي للكرة الطائرة‎, фр. Fédération royale marocaine de volley-ball).

## История
Королевская федерация волейбола Марокко образована в 1955 году. С 1959 — член ФИВБ.
Впервые на международную официальную арену женская сборная Марокко вышла в 1976 году на первом чемпионате Африки, проходившем в египетском Порт-Саиде. На турнире марокканские волейболистки обыграли команды Алжира, Судана и Гвинеи и потерпели два поражения от сборных Египта и Туниса и стали бронзовыми призёрами континентального первенства. В последующее время марокканки приняли участие в домашних Средиземноморских играх 1983, затем также домашнем чемпионате Африки 1987 года, где стали серебряными призёрами, после чего в выступлении сборной страны случился 14-летний перерыв, в течение которого национальная команда Марокко ограничивалась участием только в Панарабских играх и товарищеских матчах. 
Возвращение сборной Марокко на соревнования под эгидой ФИВБ и КАВБ произошло в 2001 году, когда марокканские волейболистки заявились для участия в отборочном турнире чемпионата мира-2002. Соревнования в одной из квалификационных африканских групп прошли в Каире и завершились для команды Марокко двумя поражениями от Египта 1:3 и Нигерии 2:3. Больше в отборе на мировые первенства сборная Марокко участия не принимала.
В 2005 году команда Марокко после 18-летнего перерыва вновь была среди участников чемпионата Африки. На турнире в столице Нигерии Абудже марокканки заняли 6-е место из 8 команд, одержав одну победу в 4 матчах. Из последующих 5 континентальных первенств сборная Марокко приняла участия в двух (2009 и 2015) и в обоих стала также 6-й, причём в 2009 это место было последним.
В 2019 году Африканские игры прошли в Марокко и команда хозяев соревнований выиграла бронзовые награды этих мультиспортивных соревнований.

## Результаты выступлений и составы

### Чемпионаты мира
Сборная Марокко участвовала только в одном отборочном турнире чемпионата мира.
- 2002 — не квалифицировалась

### Чемпионат Африки
| - 1976 — 3-е место - 1985 — не участвовала - 1987 — 2-е место - 1989 — не участвовала - 1991 — не участвовала - 1993 — не участвовала - 1995 — не участвовала - 1997 — не участвовала - 1999 — не участвовала - 2001 — не участвовала - 2003 — не участвовала | - 2005 — 6-е место - 2007 — не участвовала - 2009 — 6-е место - 2011 — не участвовала - 2013 — не участвовала - 2015 — 6-е место - 2017 — не участвовала - 2019 — 6-е место - 2021 — 3-е место - 2023 — 7-е место |

- 2015: Ламия Збайр, Сихам Дуккали, Рашида Фараби, Иман Зеруаль, Хадиджа эль-Хаттаб, Нора Дархар, Радия Орш, Махасин Сиад, Икрам эт-Тайфи, Умайма Кодиаль, Александра Наваль Эрхарт, Иман Заутан. Тренер — Самир Дшар.
- 2021: Иман Якки, Юсра Суиди, Фатима Захра Рархиб, Иман Зеруаль, Шаймаа Бен Хаму, Лубна Мостафа, Икрам Джабри, Махасин Сиад, Нора Даррхар, Умайма Кодиаль, Александра Наваль Эрхарт, Муния Трид, Нада эс-Саяди, Хадиджа Джедлан. Тренер — Самир Дшар.

### Африканские игры
Сборная Марокко участвовала только в одном волейбольном турнире Африканских игр.
- 2019 —   3-е место

- 2019: Иман Якки, Иман Зеруаль, Лубна Мостафа, Икрам Джабри, Махасин Сиад, Сара Абисурур, Умайма Кодиаль, Александра Наваль Эрхарт, Кавтар Каббади, Нада эс-Саяди, Юсра Суиди, Асия эр-Рами. Тренер — Брахим Бушдук.

### Средиземноморские игры
Сборная Марокко участвовала только в одном волейбольном турнире Средиземноморских игр.
- 1983 — 4-е место

### Арабские игры
- 1-е место — 1985.
- 3-е место — 1997.

## Состав
Сборная Марокко в чемпионате Африки 2023.
| №  | Имя, фамилия             | Год рождения | Рост | Амплуа      | Клуб                             |
| -- | ------------------------ | ------------ | ---- | ----------- | -------------------------------- |
| 1  | Иман Якки                | 1998         | 170  | нападающая  | RAC Рабат                        |
| 2  | Мария Хлифи-Зриба        | 2002         | 160  | связующая   | «Торрелавеха»                    |
| 3  | Юсра Суиди               | 2000         | 162  | либеро      | «Витроль»                        |
| 4  | Нисрин Трид              | 2004         | 165  | нападающая  | «Витроль»                        |
| 5  | Иман Зеруаль             | 1990         | 176  | нападающая  | RAC Рабат                        |
| 6  | Шаймаа Бен Хаму          | 1998         |      | нападающая  | RAC Рабат                        |
| 7  | Лубна Мостафа            | 1998         | 177  | нападающая  | IRT Танжер                       |
| 8  | Иман Заутан              | 1998         | 172  | либеро      | «Конфлан»                        |
| 9  | Махасин Сиад             | 1988         | 178  | центральная | RAC Рабат                        |
| 11 | Умайма Кодиаль           | 1994         | 185  | центральная | «Аль-Иттихад» Джидда             |
| 12 | Александра Наваль Эрхарт | 1994         | 180  | связующая   | «Монако»                         |
| 14 | Сабрина Ланкастер        | 1999         | 182  | нападающая  | Лихайский университет (Бетлехем) |
| 16 | Хиба Бен Хадда           | 2004         |      | либеро      |                                  |
| 17 | Нада эс-Саяди            | 2000         | 178  | центральная | «Витроль»                        |

- Главный тренер — Самир Дшар.
- Тренер — Касими Нажа.